# Bactris riparia
Bactris riparia är en enhjärtbladig växtart som beskrevs av Carl Friedrich Philipp von Martius. Bactris riparia ingår i släktet Bactris och familjen Arecaceae. Inga underarter finns listade i Catalogue of Life.